# 清滝川 (京都府)
清滝川（きよたきがわ，英語: Kiyotaki River）は、京都市北区・右京区を流れる淀川水系桂川支流の一級河川。

## 地理
水源は京都北山の桟敷ヶ岳などである。高雄から清滝までの間の一部を『錦雲渓』、清滝から桂川（保津川）合流地点までの間の一部は『金鈴峡』と呼ばれており、ハイキングコースとして観光シーズンには多くの人が訪れる。また、高雄は古より紅葉の名所としても有名である。桂川の合流部付近は保津峡と呼ばれている。
なお、初夏にはゲンジボタルが見られ「清滝川のゲンジボタル」として国指定天然記念物になっている。

## 歴史
- 1923年 - 琵琶湖で養殖されたアユの稚魚が放流される[5]。

## 主な支流
- 杉坂川[6]

## 河川施設・橋梁・名所
（北区 大森集落）
大森賀茂神社
- 西ノ谷川 合流

（北区 小野集落）
- 岩谷川 合流

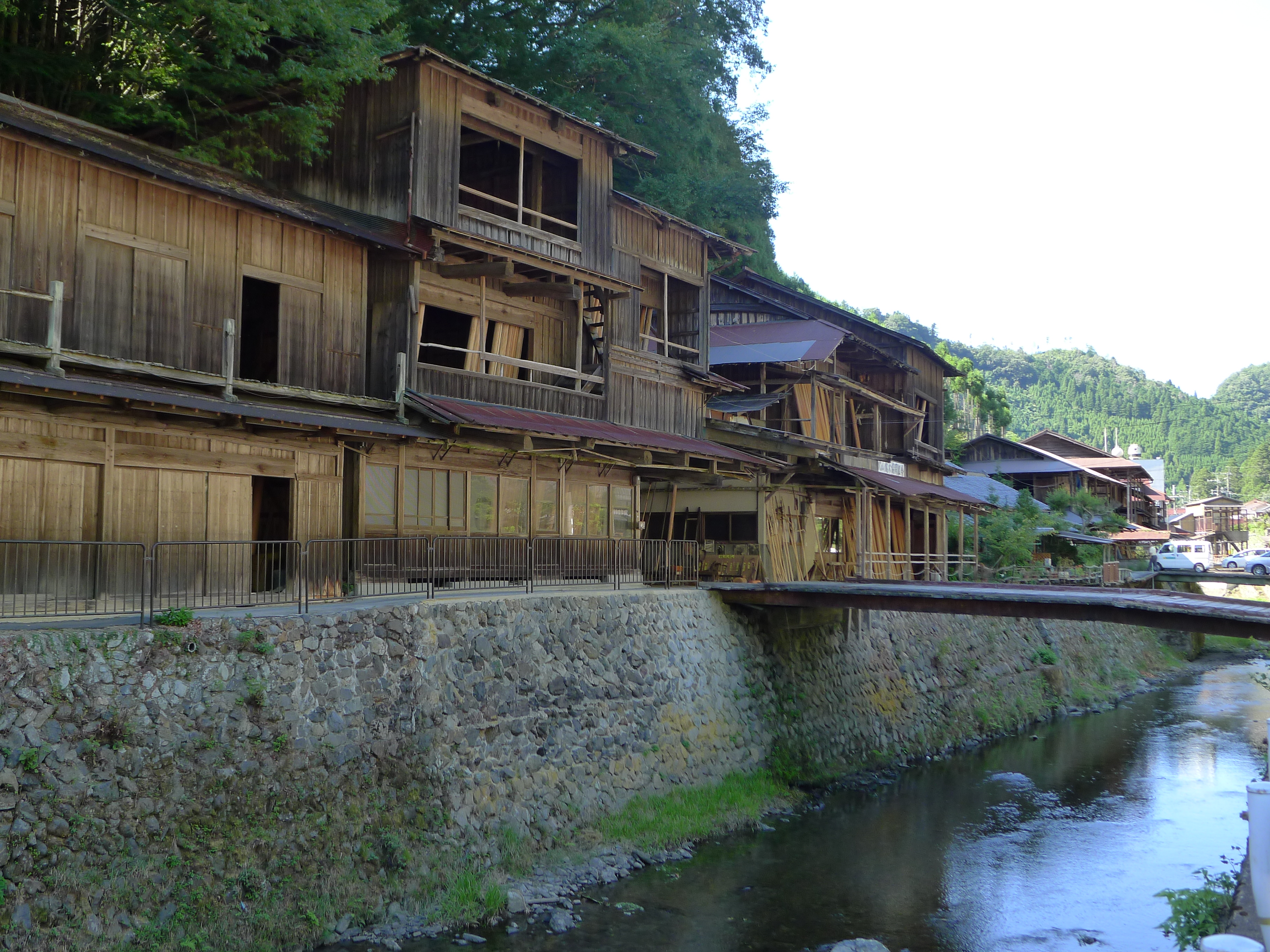
北山中川を流れる清滝川

- 国道162号線（周山街道）橋梁
- 国道162号線（周山街道）川登橋（橋長23m,幅員6.9m）
- 真弓川、杉坂川 合流
- 府道31号線旧道 上清滝橋（橋長28m,幅員4.5m）
- 府道31号線 中山橋（橋長65m,幅員9.2m） ： 北区 杉坂北尾

（北区北山 中川集落）
中川八幡宮、宗蓮寺
- 関西電力 栂ノ尾発電所取水堰 ： 中川集落内
- 菩提川 合流

国道162号線 中川トンネル
- 国道162号線（周山街道）橋梁

国道162号線 杉の里トンネル
- 国道162号線（周山街道）美杉橋（橋長65m,幅員9.7m）
- 国道162号線（周山街道）鉱葉橋
- 国道162号線（周山街道）夫婦橋（橋長37m,幅員10m）
- 関西電力 栂ノ尾発電所（750kW）[7]

高山寺
- 国道162号線（周山街道）白雲橋（橋長29m,幅員8.3m）

（右京区 梅ケ畑。高雄集落）
西明寺
- 谷山川 合流
- 府道138号線 高雄橋（橋長17m,幅員5.0m）

神護寺
- 関西電力 清滝発電所取水堰
- 清滝橋（橋長22m,幅員5.0m）

この付近、錦雲渓と呼ばれる
- 西ノ谷川 合流
- （東海自然歩道 潜没橋）
- 道承川 合流 （道承橋）
- 関西電力 清滝発電所（250kW）[7]
- 市道釈迦堂清滝道 金鈴橋（橋長22m,幅員4.4m）

（右京区 清滝集落）
- 府道137号線 渡猿橋（橋長21m,幅員4.5m）
- 清滝橋（青竜橋）
- 明神谷川 合流

この付近、金鈴峡と呼ばれる
- 東海自然歩道 潜没橋（下清滝橋）
- 府道50号線 落合橋（橋長52m,幅員4.4m）
- 桂川（保津峡）に流入

橋梁長さ・幅員は京都市橋りょう長寿命化修繕計画による